# 557 Dywizja Piechoty (III Rzesza)
557 Dywizja Piechoty (niem. 557. Infanterie-Division)' – jedna z niemieckich dywizji piechoty. Utworzona w lutym 1940 jako dywizja pozycyjna (niem. Stallungs-Division) dla obszaru Górnego Renu przez IV Okręg Wojskowy. W sierpniu 1940 rozwiązana w okolicach Zeitz. Przez swój okres istnienia podlegała XXXV Korpusowi Armijnemu 7 Armii (Grupa Armii A). Dowodził nią generał porucznik Hermann Kuprion.

## Skład
- 632 pułk piechoty
- 633 pułk piechoty
- 634 pułk piechoty
- 557 pułk artylerii
- 557 batalion obserwacyjny
- jednostki dywizyjne